# Nicollette Sheridan
Nicollette Sheridan (sinh ngày 21 tháng 11 năm 1963) là một nữ diễn viên, biên kịch và nhà sản xuất phim người Anh.